# Associazione Calcio Siena 1936-1937
Questa voce raccoglie le informazioni riguardanti l'Associazione Calcio Siena nelle competizioni ufficiali della stagione 1936-1937.

## Rosa
| N. |                   | Ruolo | Calciatore        |
| -- | ----------------- | ----- | ----------------- |
|    | Italia (bandiera) | A     | Silvio Bandini    |
|    | Italia (bandiera) | C     | Alvaro Bentivogli |
|    | Italia (bandiera) | D     | Bruno Carbonelli  |
|    | Italia (bandiera) | C     | Edoardo Carosi    |
|    | Italia (bandiera) | C     | Bruno De Santi    |
|    | Italia (bandiera) | A     | Enrico Di Santo   |
|    | Italia (bandiera) |       | Luciano Fineschi  |
|    | Italia (bandiera) | C     | Alberto Macchi    |

| N. |                   | Ruolo | Calciatore         |
| -- | ----------------- | ----- | ------------------ |
|    | Italia (bandiera) | D     | Gino Manni         |
|    | Italia (bandiera) | A     | Delfo Montaini     |
|    | Italia (bandiera) | D     | Ubaldo Passalacqua |
|    | Italia (bandiera) | A     | Luciano Renoldi    |
|    | Italia (bandiera) | A     | Otello Ricci       |
|    | Italia (bandiera) | C     | Vasco Vanzi        |
|    | Italia (bandiera) | P     | Viviano Viviani    |